# Dingyuan (cuirassé chinois)
Le Dingyuan (chinois simplifié: 定远; chinois traditionnel:  定遠;) est  un navire de guerre cuirassé et le vaisseau amiral de la Flotte de Beiyang. Son navire jumeau est le Zhenyuan.

## Contexte
Dans le cadre de sa politique de modernisation de la marine, le vice-roi Li Hongzhang s'est tourné vers les constructeurs navals en Grande-Bretagne et en Allemagne pour les dernières technologies. Après de longues négociations, un contrat d'une valeur de 1,7 million de taels d'argent (6,2 millions de Goldmark allemands ) a été signé avec les chantiers allemands Vulcan à Stettin pour la construction  d'une version agrandie de leurs frégates blindées de classe Sachsen, qui en termes de déplacement, d'armure et d'armement élèverait la flotte de Beiyang à un statut égal à celui des flottes des puissances européennes stationnées en Extrême-Orient.
La quille a été posée le 31 mars 1881 et le navire a été lancé le 28 décembre 1881, sous la supervision de l'envoyé de la dynastie Qing en Allemagne, Xu Jingcheng. Les essais en mer ont commencé le 2 mai 1883.

## Conception
Le Dingyuan était un modèle de "navire blindé à tourelle", d'une longueur de 94,5 mètres, d'une largeur de 18,4 mètres et d'un tirant d'eau de 5,94 mètres. II était protégé par une ceinture blindée de 30 centimètres d'épaisseur.
Le Dingyuan était propulsé par un moteur à vapeur alternatif au charbon, avec quatre chaudières cylindriques, et avec une cote de 4500 kW , ce qui lui permettait d'atteindre une vitesse de 14,5 milles marins (27 km) par heure, et une autonomie d'environ 4 500 milles marins (8 330 km)   à 10 noeuds (19 km/h)  .
Son armement principal était constitué de quatre canons Krupp de 305 mm appariés en deux barbettes. Ces barbettes étaient montées asymétriquement, ou en échelon, en avant du milieu du navire - la barbette tribord était montée plus en avant que la barbette bâbord. L'arrangement en échelon était destiné à permettre aux quatre canons principaux de tirer à droit avant, à l'arrière ou ensemble sur un arc latéral limité, bien qu'en pratique il y ait des risques potentiels de dégâts infligés aux ponts et à la superstructure en utilisant la batterie principale de cette manière. Les canons principaux avaient une portée de 7,8 kilomètres, tirant avec une vitesse initiale de 500 mètres par seconde.
Deux autres  canons Krupp de 15 mm étaient installés dans des tourelles à la proue et à la poupe . Ces canons avaient une portée de 11 kilomètres . L'armement comprenait également six canons de 37mm et trois au-dessus des tubes lance-torpilles. Deux torpilleurs étaient transportés à bord, augmentant la distance de frappe du Dingyuan et son efficacité au combat.
L'effectif était d'environ 363 officiers. Pour répondre aux besoins de l'équipage du navire, 20 dessalinisateurs ont été installés, qui pouvaient fournir de l'eau douce à 300 personnes par jour.

## États de service

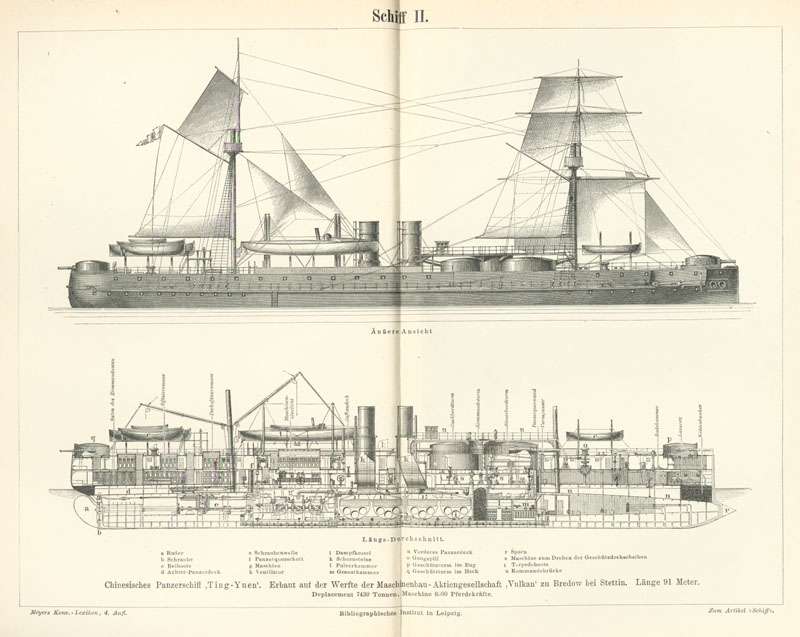
Vue latérale du Dingyuan

La livraison du Dingyuan était prévue pour 1884, mais a été interrompue à la suite d'une demande des Français qui étaient au milieu d'un conflit avec la Chine qui a culminé avec la guerre sino-française (1884–1885).Le Dingyuan était un navire très puissant et aurait radicalement modifié l'équilibre des pouvoirs en faveur de la Chine si son navire jumeau et lui avaient été disponible au moment du conflit.
Après que la paix fut conclue le 3 juillet 1885, leDingyuan, le Zhenyuan et le croiseur Jiyuan reçurent finalement l'autorisation de transiter par le canal de Suez sous un drapeau marchand allemand et arrivèrent à Tianjin en Chine le 29 octobre 1885.
Le Dingyuan était basé à Lüshunkou, la principal port d'attache  de la flotte de Beiyang. En 1886, elle participa à une démonstration de force, visitant Hong Kong, le port japonais de Nagasaki, les ports coréens de Busan et Wonsan, ainsi que la base navale russe de Vladivostok avec le Zhenyuan et quatre croiseurs. À Nagasaki, le 13 août 1886, un certain nombre de marins ivres du Zhenyuan furent impliqués dans une bagarre dans un bordel local, au cours de laquelle un policier japonais a été mortellement poignardé. Attribuant le problème à une discipline laxiste, l'amiral Qing Ding Ruchang a suspendu le congé à terre pendant une journée, mais permit à 450 marins de débarquer le 15 août. Contrairement à un accord avec les autorités locales, beaucoup d'entre eux étaient armés. Anticipant les problèmes dus à l'augmentation du sentiment anti-chinois de la population locale, la police japonaise a déployé des hommes supplémentaires, mais n'a pas pu empêcher une émeute d'éclater entre les hommes de Zhenyuan et des habitants leur jetant des pierres. Au cours ce que l'on a appelé l'incident de Nagasaki, 6 marins furent tués et 45 blessés, et cinq policiers japonais furent tués et 16 blessés. Lors de la gestion de l'incident diplomatique, le conseiller militaire britannique de l'armée Qing, le capitaine William M. Lang demeura ferme à l'égard des autorités japonaises, refusant de présenter des excuses ou les indemniser, rappelant aux Japonais la puissance de feu écrasante de sa flotte et menaçant la guerre . Cependant, l'incident fut résolu par des moyens diplomatiques 
Le Dingyuan fut le vaisseau amiral à l'amiral Ding Ruchang dès le début de la première guerre sino-japonaise. Lors de la bataille de la rivière Yalu, le 17 septembre 1894, il refusa les ordres de l'amiral Ding qui aurait exposé le navire au feu de l'escadron japonais et ouvrit le feu à une très grande distance. En raison d'un défaut de conception, le Dingyuan ne put tirer sa batterie principale directement vers l'avant sans détruire son pont volant - un fait dont le capitaine était bien conscient. L'amiral Ding et la plupart de son personnel furent blessés lors de cet incident.Bien que le Dingyuan était plus puissant que n'importe quel navire de la flotte japonaise à l'époque, les munitions pour ses canons principaux étaient en nombre insuffisant, de mauvaise taille ou défectueuses en raison d'années de corruption, de manque de financement et d'incompétence . À la fin de la bataille, le Dingyuan a pu s'échapper à Lüshunkou. Il fut ensuite envoyé à Weihaiwei lorsque Lüshunkou a été menacée pendant la bataille de Lushunkou .
Au début de 1895, les restes de la flotte de Beiyang étaient basés sur l'île de Liugong à Weihaiwei. Pendant la bataille de Weihaiwei, l'armée impériale japonaise  s'empara des fortifications terrestres de la base navale, et la marine japonaise attaqua depuis le large. Le 5 février 1895, le Dingyuan fut gravement endommagé après avoir été touché par une torpille japonaise puis par des tirs de canon. Le capitaine Liu Buchan ordonna le sabordage du navire, avant de se suicider lors de la reddition de la flotte de Beiyang par l'amiral Ding Ruchang.

## Réplique et redécouverte

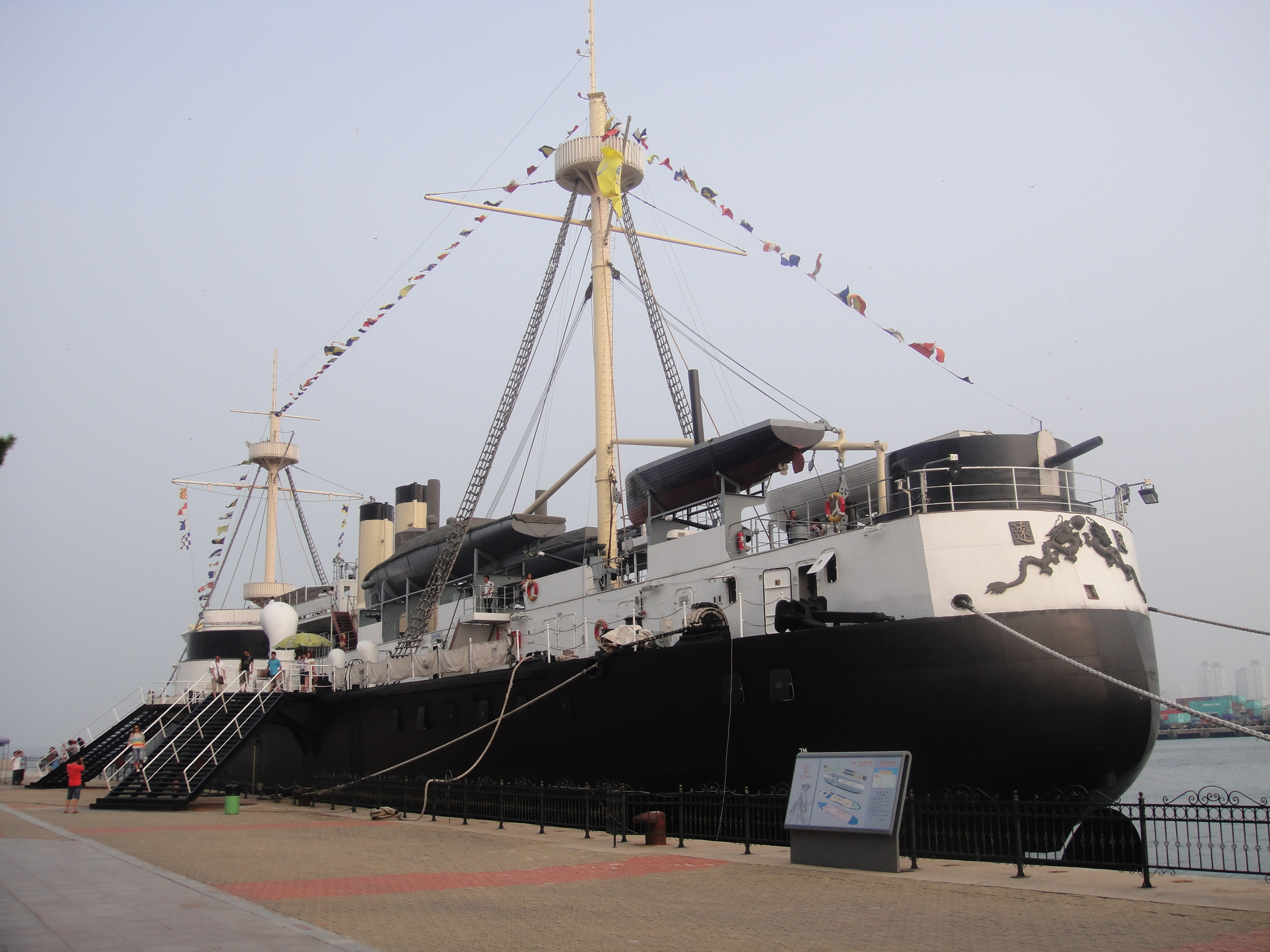
La réplique du cuirassé Dingyuan, un navire musée.

Pour commémorer cette période de l'histoire, le bureau du port de Weihai et l'entreprise locale Weigao ont investi 50 millions de Yuans (environ 6 millions de dollars) pour construire une réplique du Dingyuan . La construction de la réplique a commencé à l'échelle 1: 1 le 20 décembre 2003. La réplique est maintenant un musée flottant. À son bord se trouvent des archives du Dingyuan, de la flotte de Beiyang, de la première guerre sino-japonaise et des expositions sur la vie en mer.
Le 2 septembre 2019, il a été annoncé que les restes du Dingyuan avaient été retrouvés et plus de 150 objets récupérés.

## Voir également
- Incident de Nagasaki
- Première guerre sino-japonaise